# Juan Fernández de Hinestrosa
Juan Fernández de Hinestrosa (m. Moncayo, 1359) fue un noble castellano, señor de Hinestrosa, que estuvo al servicio de Pedro I de Castilla, a quien presentó su sobrina, María de Padilla que se convirtió en la amante del monarca, de quien fue camarero mayor y canciller mayor, en quien el rey tuvo gran confianza. 

## Familia
Algunos antiguos genealogistas, como Luis de Salazar y Castro en su obra Glorias de la Casa de Farnese,  lo hacen hijo de un Fernán González de Hinestrosa, señor de Hinestrosa, y de su esposa, que pudo ser María Arias de Asturias, según los hermanos García Carrafa, o bien Juana de Orozco y Porras, siguiendo a Juan de Ariza que en 1772 publicó una genealogía de los Hinestrosas cuya redacción la inició el primer marqués de Peñaflor en 1659.
Juan Fernández de Hinestrosa fue hijo de Fernán Gutiérrez de Hinestrosa y de Estefanía, según consta en el cartulario del convento de Santa Clara en Astudillo, fundado en 1356 por su sobrina María de Padilla. Son varios los documentos que confirman esta filiación:
- El 7 de septiembre de 1325 Estefanía y sus hijos Juan Fernández de Henestrosa y Mari González, acompañada por su esposo Juan García de Padilla, garantizan a otras dos hermanas, Sancha Gutiérrez y Juana Fernández, una renta anual.[3]
- En 17 de febrero de 1335, después de que Juan García de Padilla, su esposa Mari González de Henestrosa y el hermano de esta última, Juan Fernández de Hinestrosa, decidieran acudir a unos jueces para que resolvieran las diferencias que habían surgido entre ellos por el reparto de la herencia de sus padres, los jueces dictan una sentencia arbitral.[4]
- En 11 de febrero de 1336,  se reparten los bienes en Hinestrosa que habían dejado Fernán Gutiérrez de Hinestrosa y su esposa Estefanía entre sus hijos Mari González y Juan Fernández de Hinestrosa.[4]
- En 4 de enero de 1339, las monjas Sancha y Juana renuncian a todos los bienes que les pudieran corresponder de sus padres Fernán Gutiérrez de Hinestrosa y su esposa Estefanía, con la excepción de algunos que tenían en Alba de Vertabillo y Alcubilla, a favor de sus hermanos Juan Fernández de Hinestrosa y Mari González, mujer de Juan García de Padilla.[5]

## Biografía
En 1340 el rey Alfonso XI de Castilla le hizo merced de las martiniegas de varios lugares pertenecientes a la Merindad de Castrojeriz,. En 1352 le presentó al rey Pedro I de Castilla su sobrina María de Padilla, que terminó siendo amante del monarca. Tras ello comenzaron a sucederse las mercedes y el mismo año recibió el oficio del canciller mayor del Sello de la Poridad y la alcaldía de los hijosdalgo. En 1353 figura como privado del rey y a finales de año obtuvo el cargo de camarero mayor.
En 1354 acompañó al rey en Zamora a las «Vistas del Tejadillo», encuentro con los partidarios de Enrique de Trastámara, y poco después fue apresado junto a Samuel ha Leví en el monasterio de Santo Domingo de Toro. Una vez liberado, en 1355 y hasta su muerte fue alcaide de todos los castillos del obispado de Sigüenza. En 1358 fue nombrado por el rey para acudir ante Pedro I de Portugal para solicitar su apoyo naval contra el Reino de Aragón, y poco después participó en la muerte del infante Juan en Bilbao.
Su último servicio para el rey fue su intervención en la Guerra de los Dos Pedros, donde falleció mientras mandaba las fuerzas realistas en la batalla de Araviana en 1359, contra las de Pedro IV de Aragón, que salieron victoriosas.

## Matrimonios y descendencia
Se casó en primeras nupcias con Sancha González de Villegas y fueron padres de cinco hijos:
- Fernán Gutiérrez de Hinestrosa, que falleció en la infancia.[10]
- Ruy Gutiérrez de Hinestrosa, marido de Leonor López de Córdoba,[9] política, escritora e historiadora castellana. De él descienden los Hinestrosas asentados en Córdoba.[10]
- María González de Hinestrosa, que dio un hijo al rey Pedro I, llamado Fernando,[11] a quien su padre hizo señor de Niebla, pero que debió de morir en la niñez. María casó con Garcilaso Carrillo.[10]
- Lope Álvarez de Hinestrosa, comendador de Estepa de la Orden de Santiago, señor de Hinestrosa y señor de Turullote, fue el primero del linaje que se estableció en Écija y él y su esposa, Elvira Arias de Cuadros son los genearcas de los marqueses de Peñaflor.[10]
- Mayor Arias de Hinestrosa, casada con Lope Díaz de Baeza y Haro, señor de Teba y alcalde mayor de Córdoba.[10]

Contrajo un segundo matrimonio con Sancha Pimentel, sin descendencia de este enlace.